# Гренфелл, Уилфред
Сэр Уилфред Томасон Гренфелл (англ. Wilfred Grenfell; 28 февраля 1865, Паркгейт, графство Чешир, Англия — 9 октября 1940, Шарлотта, штат Вермонт, США) — британский врач, миссионер, занимавшийся успешной медико-социальной деятельностью среди туземцев и поселенцев на побережье полуострова Лабрадора и северного Ньюфаундленда.

## Биография
В 1882 году переехал в Лондон, устроился на работу в больницу. В 1888 году получил медицинское образование в Лондонской медицинской школе. Учился под руководством Фредерика Тривза.
В 1892 году в составе Национальной королевской миссии для улучшения тяжелого положения прибрежных жителей и рыбаков, совершил первую поездку на Ньюфаундленд и Лабрадор. В 1893 году вновь вернулся туда же с двумя врачами и двумя медсестрами.
За свой знаменитый труд в качестве миссионера и первого из врачей, обслуживающих рыбаков в Северном море, а затем — Лабрадора и Ньюфаундленда, в знак признания его медицинской, образовательной и социальной работы 25 июля 1927 года был удостоен рыцарского звания.
В 1941 почта Канады выпустила марку, посвящённую сэру Уилфреду Гренфеллу.

## Награды

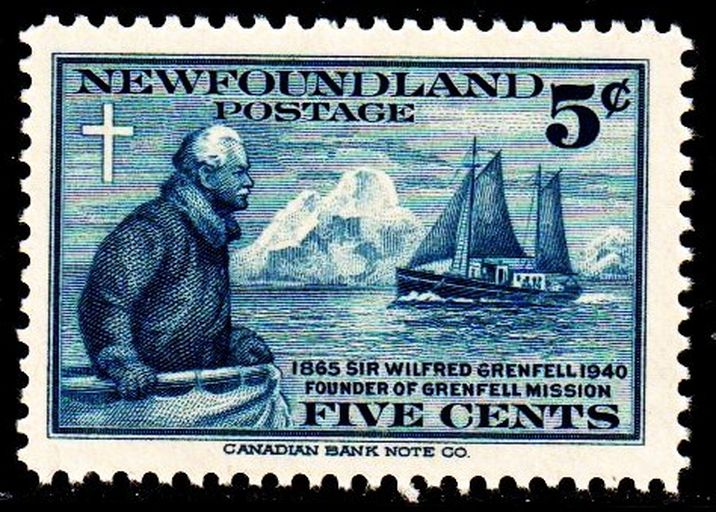
Марка Канады, посвящённая сэру Уилфреду Гренфеллу. 1941 г.

- 1907 — Кавалер Ордена Святого Михаила и Святого Георгия
- 1907 — Почётный доктор медицины Оксфордского университета
- 1911 — Премия Мурчисона[англ.] Королевского географического общества
- 1997 — Введён в Канадский зал медицинской славы[англ.][5]